# Мечеть Хюнкар
Мечеть Хюнкар (рум. Geamia Hunchiar, тур. Hünkar Camii, с тур. — «Мечеть Государя») — мечеть, расположенная в румынском городе Констанца.
Мечеть была построена в 1869 году, за девять лет до того, как Северная Добруджа стала частью Румынии, во время правления османского султана Абдул-Азиза. Минарет высотой 24 метра доминирует над своим окружением. Здание выполнено в простом османском стиле, с черепичной крышей и имеет форму куба. Здание было построено из резного камня, который был взят из въездных ворот османской крепости, стены которой были снесены в 1828 году. В свою очередь, камень для этих стен был взят из греко-римских остатков древнего Томиса. Внутренний ковер был подарен в 2001 году президентом Турции Ахметом Недждетом Сезером.
В межвоенный период мечеть была близка к сносу, сторонники утверждали, что слабый в плане структуры минарет представлял угрозу для прохожих. Историк Николае Йорга успешно опроверг это утверждение. Во время Второй мировой войны советские войска серьезно повредили мечеть, после чего снова было предложено снести её. Её восстановление началось только после Румынской революции, но в то же время ее строительство по соседству было затруднено.
Министерство культуры и по делам религий Румынии внесло мечеть в список исторических памятников.